# Canadian Tire Centre
Das Canadian Tire Centre (französisch Centre Canadian Tire) ist eine Mehrzweckhalle im Vorort Kanata der kanadischen Stadt Ottawa, Provinz Ontario. Die Arena bietet maximal 19.153 Sitzplätze auf insgesamt drei Tribünenrängen. Für Konzertveranstaltung mit Bühne wird der Innenraum hinzugenommen, dafür aber ein Großteil der Ränge gesperrt.

## Geschichte
In der Anfangszeit 1996 hieß die Multifunktionsarena The Palladium. Von 1996 bis 2006 war Corel Corporation Namenssponsor, die der Halle den Namen Corel Centre verlieh. Für sieben Jahre bis 2013 wurde die kanadische Bank Scotiabank der neue Sponsor und aus dem Corel Centre wurde der Scotiabank Place. Seit 2013 ist die Einzelhandelskette Canadian Tire Namensgeber.
Hauptsächlich wird die Arena für Eishockey genutzt. Die Mannschaft der Ottawa Senators aus der NHL ist seit Eröffnung in der Halle beheimatet. Während der Renovierungsarbeiten an der TD Place Arena von 2012 bis 2014 trugen die Ottawa 67’s aus der OHL ihre Partien im Canadian Tire Centre aus. Das Basketballteam der Carleton University nutzt die Halle Heimspielstätte für besondere Spiele. So wird hier seit 2007, das jährliche Lokalderby Capital Hoops Classic gegen die Universität Ottawa ausgetragen. Fünfmal nutzten die Ravens die Halle als Gastgeber für das CIS Final 8, das Finalturnier um die kanadische Universitätsmeisterschaft. Das kurzlebige Basketballteam der Ottawa SkyHawks aus der NBL Canada nutzte die Halle in der Saison 2013/14. Neben den Sportveranstaltungen werden auch Konzerte und Shows veranstaltet.

## Galerie

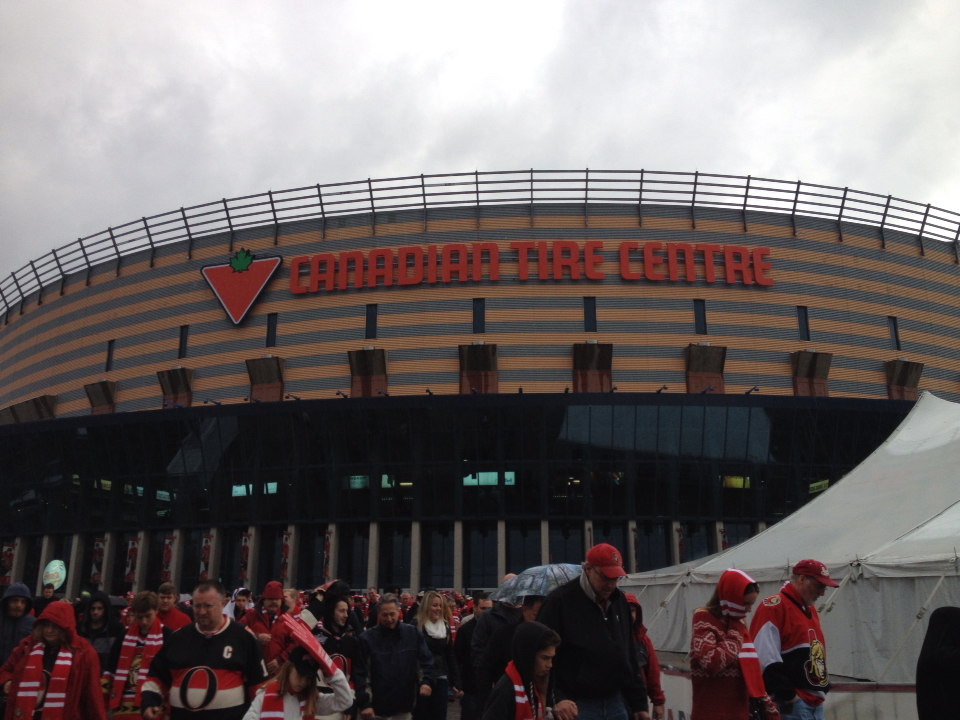
Das Canadian Tire Centre in Ottawa
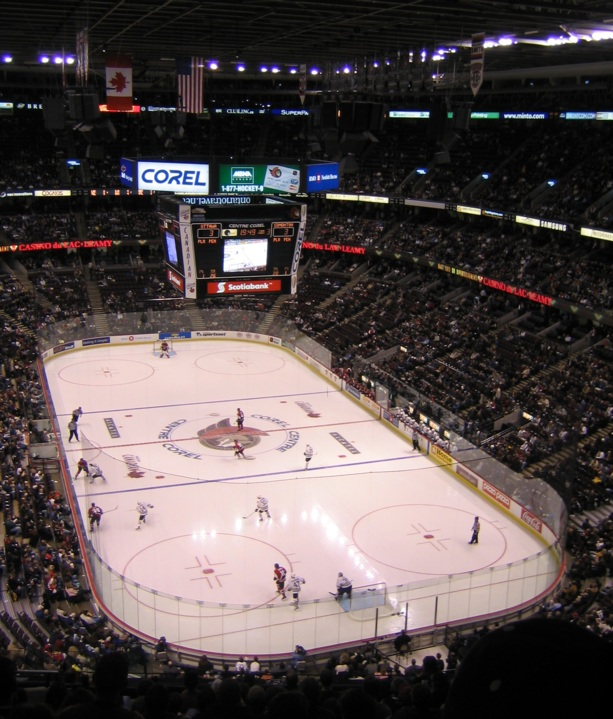
Ottawa Senators gegen Edmonton Oilers im damaligen Corel Centre (2003)
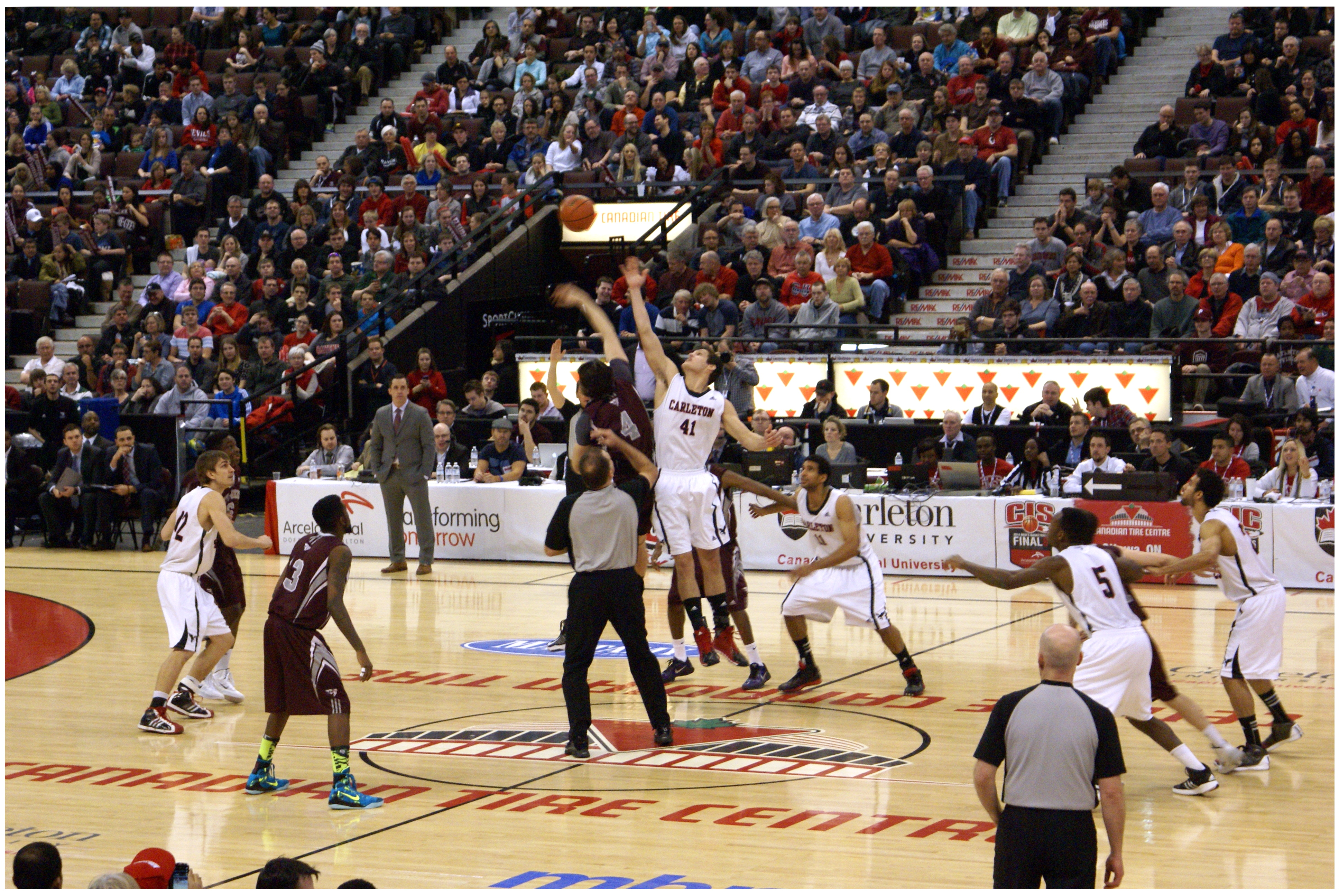
Tip-off im CIS-Basketball-Finale 2014 zwischen den Ottawa Gee-Gees und den Carleton Ravens
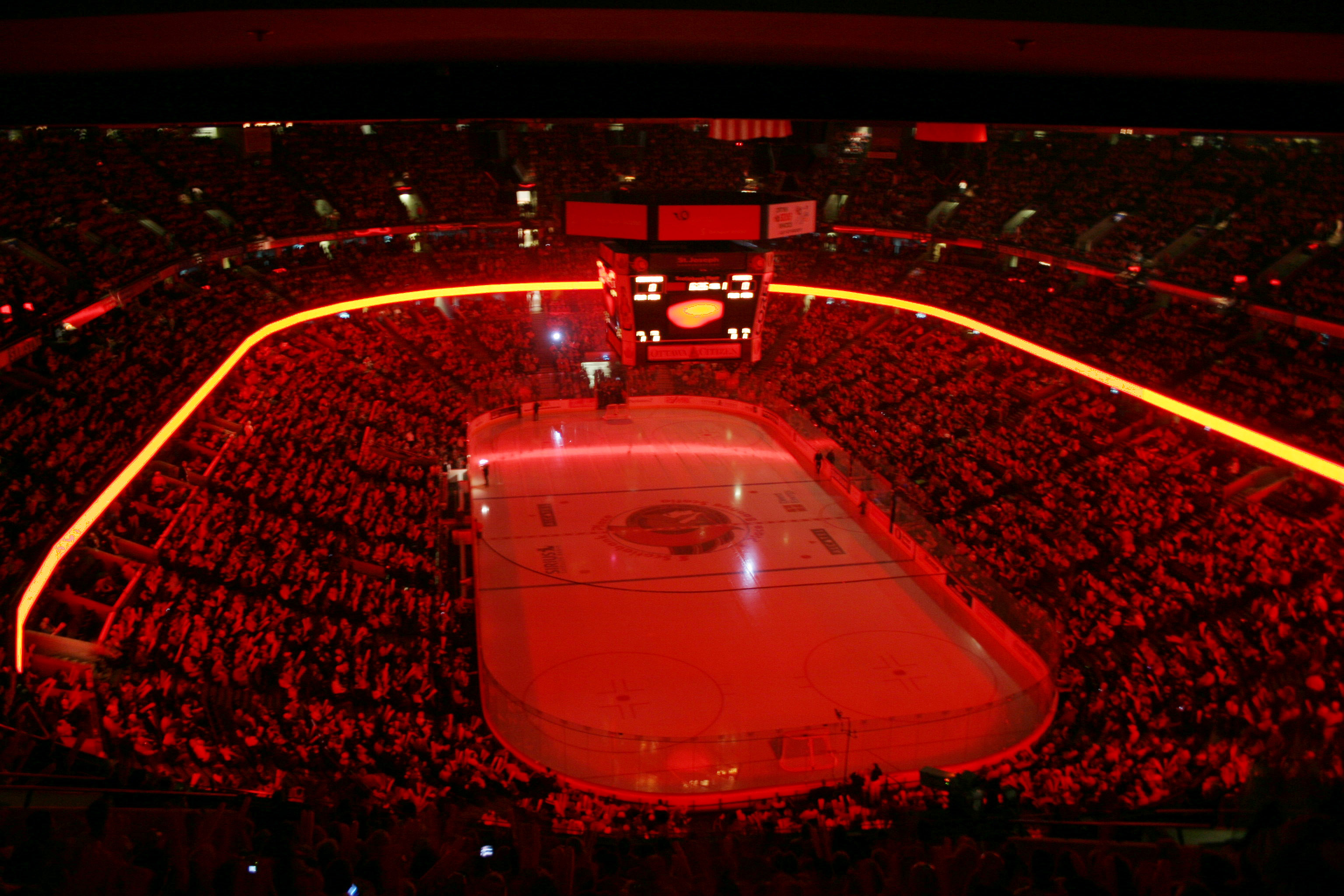
Die Halle vor einem Play-off-Spiel der Ottawa Senators